# Cindy Breakspeare
Cindy Breakspeare, pseudonimo di Cynthia Jean Cameron Breakspeare (Toronto, 24 ottobre 1954), è una modella, musicista e attrice giamaicana, vincitrice del concorso di bellezza Miss Mondo 1976.

## Biografia
La Breakspeare è nata a Toronto in Canada, da padre giamaicano, Louis Breakspeare e madre canadese, Marguerite Cochrane. Unica femmina di tre figli (i suoi fratelli sono Steven Breakspeare e John Spence). La famiglia di Cindy si trasferì in Giamaica quando lei aveva appena quattro anni. Da adolescente iniziò a partecipare a vari concorsi di bellezza, inclusi Miss Giamaica e Miss Universe Bikini. Dopo aver vinto Miss Giamaica nel 1976, la Breakspeare fu invitata a partecipare al prestigioso concorso Miss Mondo.
Cindy Breakspeare viene incoronata ventisettesima Miss Mondo il 18 novembre 1976 presso il Royal Albert Hall di Londra all'età di ventidue anni, ricevendo la corona dalla Miss Mondo uscente, la portoricana Wilnelia Merced. È stata la seconda Miss Mondo giamaicana dopo Carole Joan Crawford nel 1963.
Cindy Breakspear ha avuto un figlio, Damian Marley nato nel 1978, con Bob Marley, che per lei scrisse il brano musicale Turn Your Lights Down Low. Nel 1981 Cindy Breakspeare sposò il senatore Tom Tavares-Finson, con il quale ha avuto un altro figlio, Christian (1982) e una figlia, Leah (1986). La Breakspeare e il marito hanno divorziato nel 1985, dopodiché lei si è risposata con Rupert Bent II.